# Каменна Гура
Каме́нна Гу́ра (пол. Kamienna Góra, нім. Landeshut) — місто в південно-західній Польщі в центральних Судетах, на річках Бубр та Задрна.
Адміністративний центр Каменногурського повіту Нижньосілезького воєводства.

## Демографія
Демографічна структура станом на 31 березня 2011 року:
|          | Загалом | Допрацездатний вік | Працездатний вік | Постпрацездатний вік |
| -------- | ------- | ------------------ | ---------------- | -------------------- |
| Чоловіки | 9981    | 1873               | 7007             | 1101                 |
| Жінки    | 10753   | 1707               | 6127             | 2919                 |
| Разом    | 20734   | 3580               | 13134            | 4020                 |

## Галерея зображень

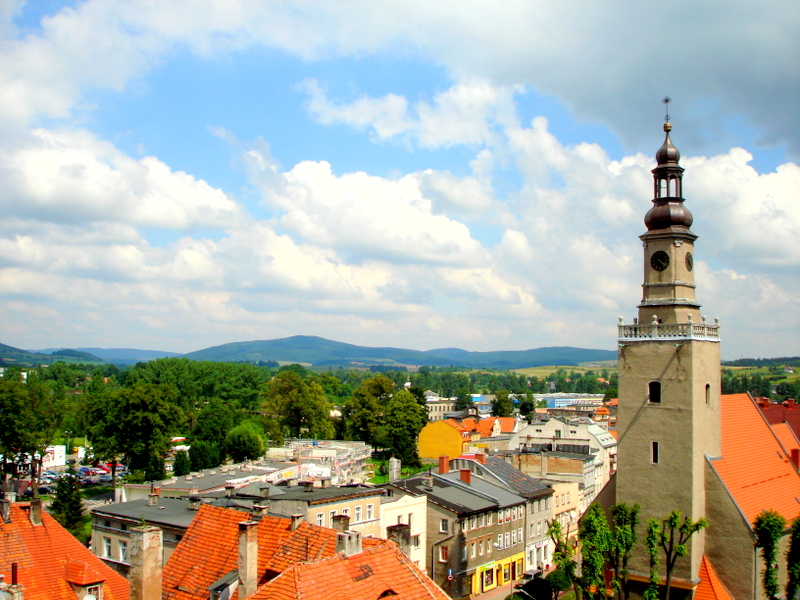
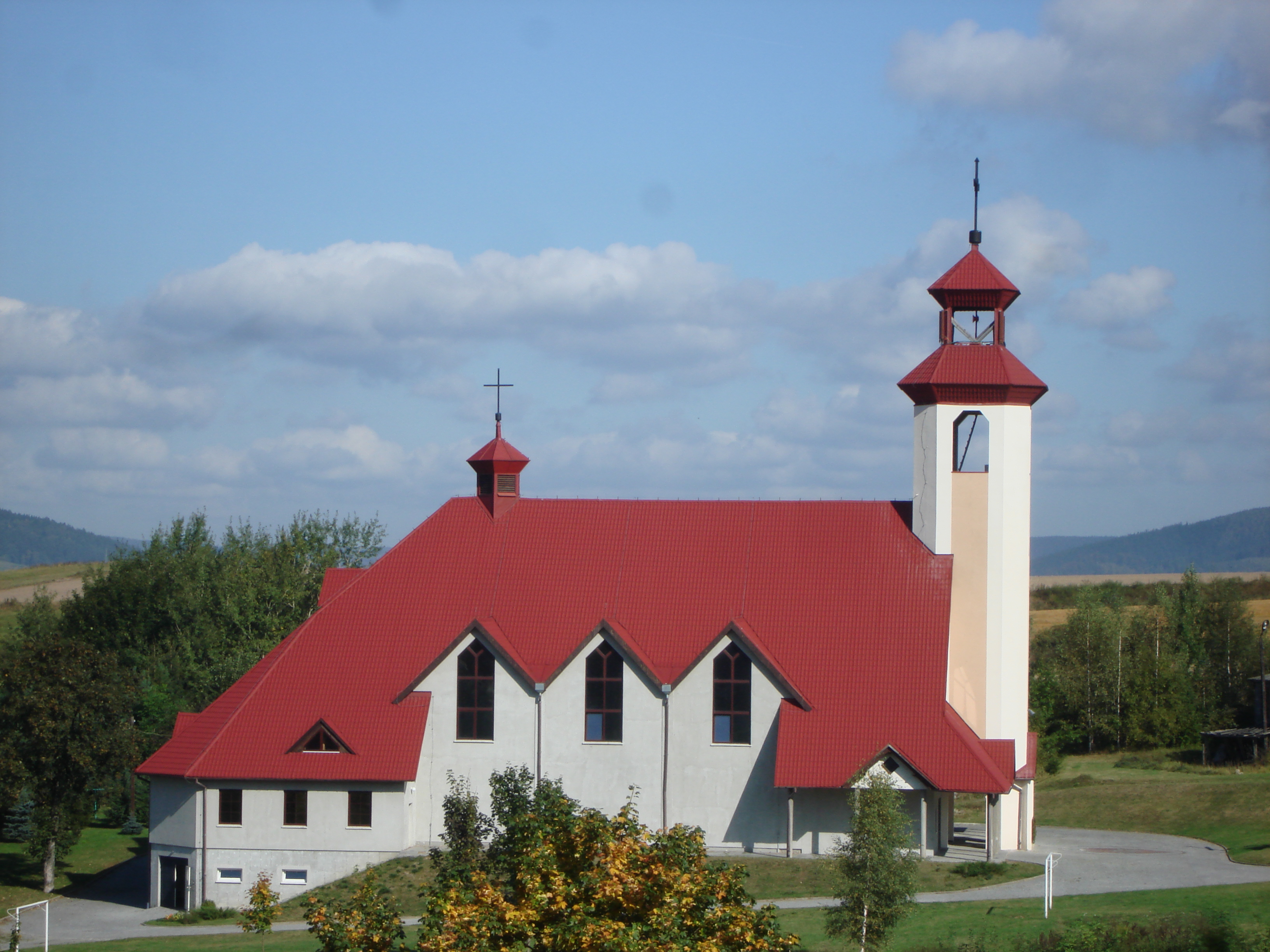
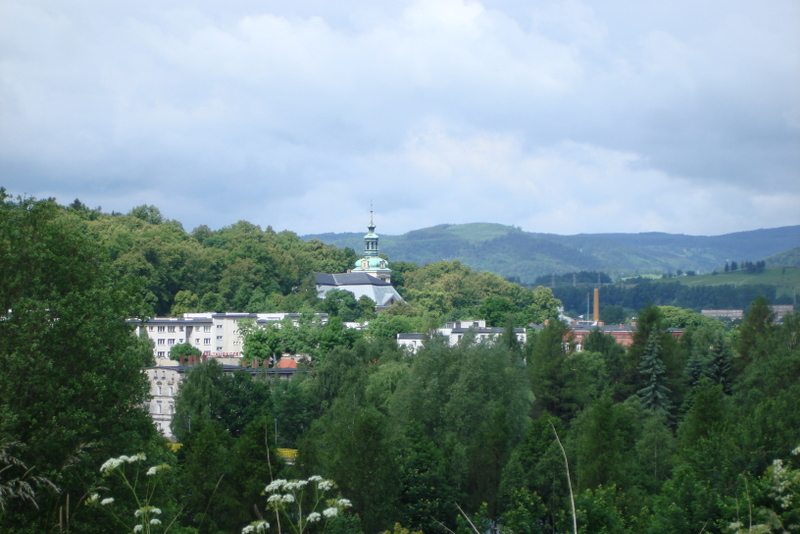
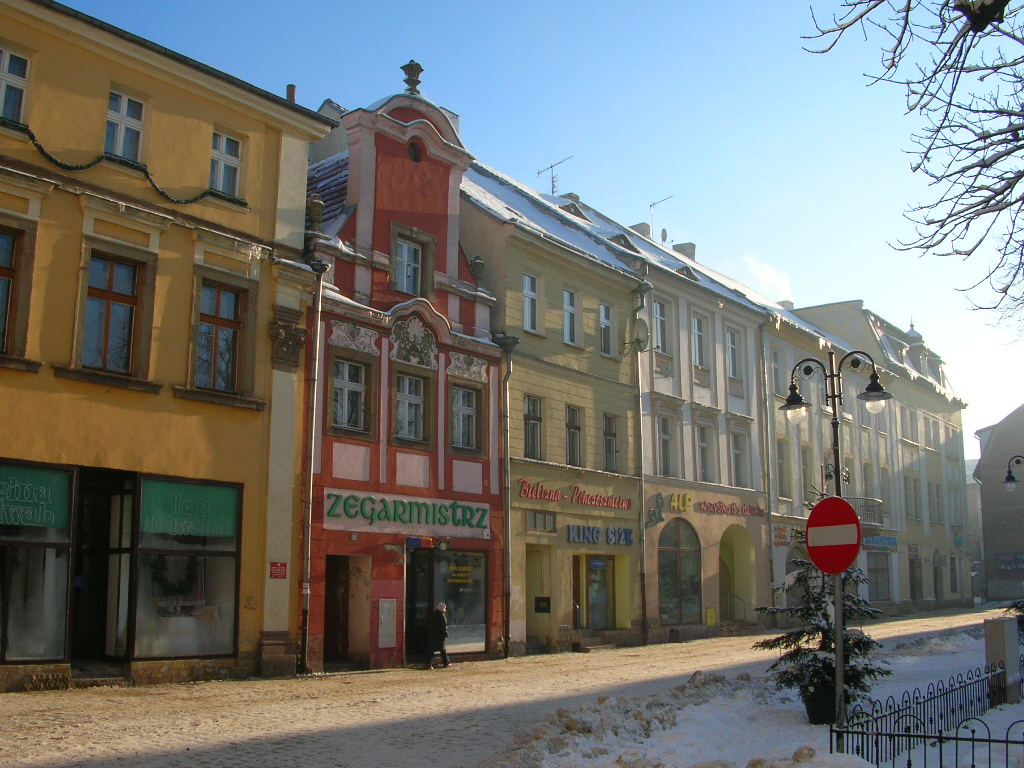
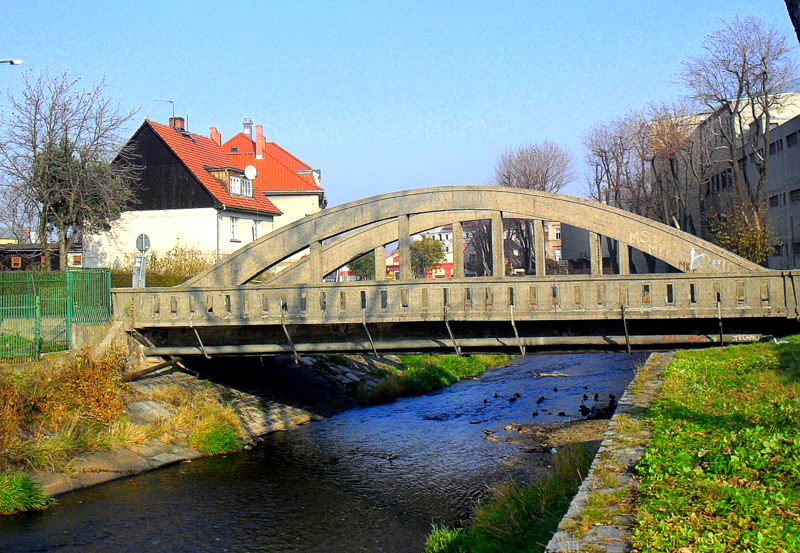
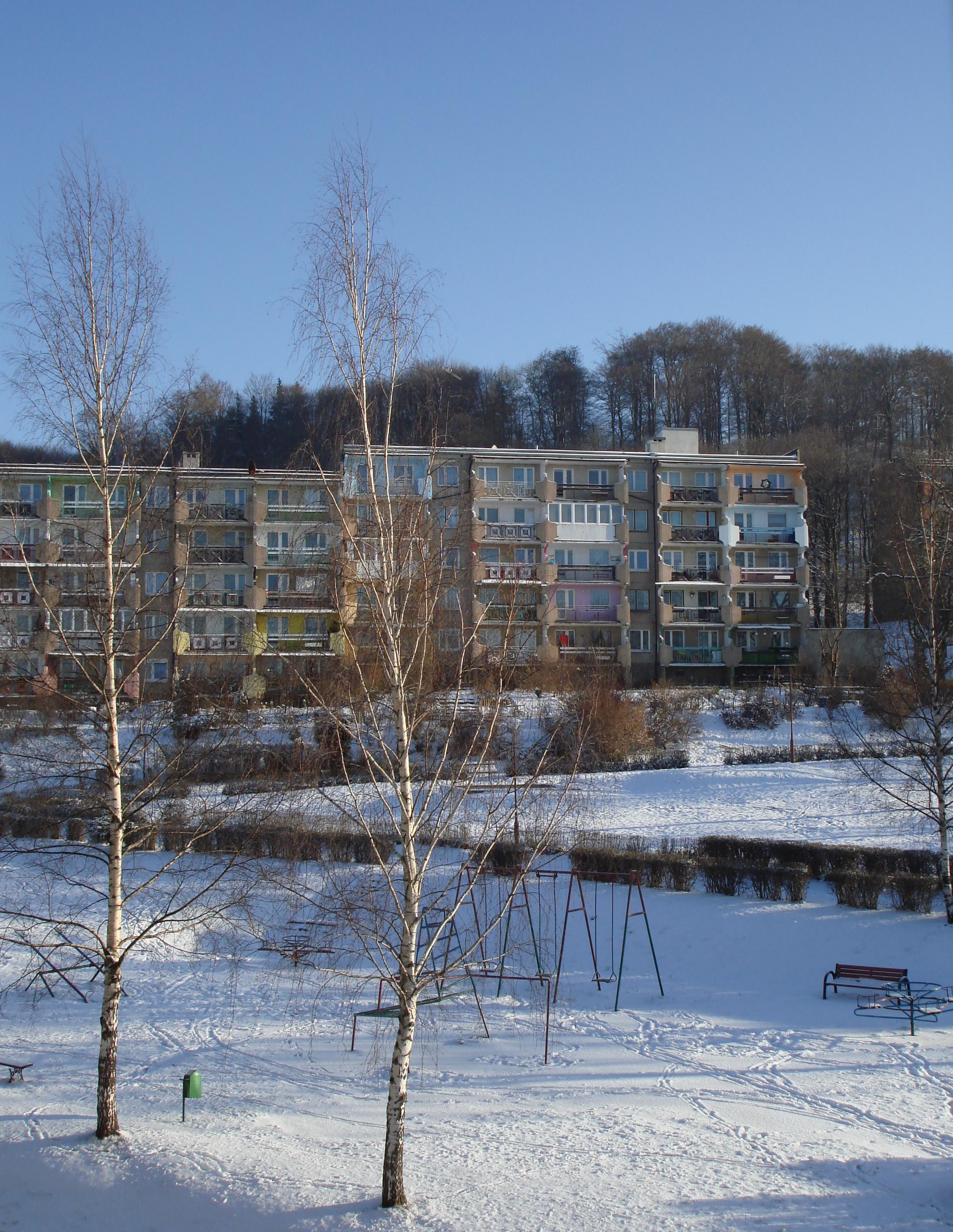